# Mount Dalrymple, Antarktis
Mount Dalrymple är ett berg i Antarktis. Det ligger i Västantarktis. Chile gör anspråk på området. Toppen på Mount Dalrymple är 3 600 meter över havet, eller 1 185 meter över den omgivande terrängen. Bredden vid basen är 5,6 km.
Terrängen runt Mount Dalrymple är kuperad åt nordväst, men åt sydost är den bergig. Trakten är obefolkad. Det finns inga samhällen i närheten. 